# Cara e Coragem
Cara e Coragem é uma telenovela brasileira produzida e exibida pela TV Globo de 30 de maio de 2022 a 13 de janeiro de 2023, em 197 capítulos. Substituiu Quanto Mais Vida, Melhor! e foi substituída por Vai na Fé, sendo a 97.ª "novela das sete" exibida pela emissora.
Escrita por Claudia Souto, com colaboração de Isadora Wilkinson, Julia Laks, Wendell Bendelack e Zé Dassilva, tem direção de Oscar Francisco, Cadu França, Mayara Aguiar e Matheus Malafaia, direção geral de Adriano Melo e direção artística de Natália Grimberg.
Contou com as atuações de Paolla Oliveira, Marcelo Serrado, Taís Araújo, Paulo Lessa, Ícaro Silva, Mel Lisboa, Ricardo Pereira e André Luiz Frambach.
Foi indicada ao Emmy Internacional na categoria de melhor telenovela, concorrendo com Pantanal.

## Enredo
Clarice Gusmão é diretora da Siderúrgica Gusmão e a maior incentivadora de seu departamento de pesquisa, comandado por Jonathan Azevedo, que desenvolveu uma revolucionária fórmula secreta à base de magnésio. Mas o controle da empresa é cobiçado por Leonardo, irmão de Clarice, sua amante Regina, e pelo empresário Danilo.
Clarice contrata os dublês Pat e Moa para encontrarem a fórmula de Jonathan, e eles vêem no desafio uma chance de manter saudáveis suas situações financeiras, garantidas pelos trabalhos realizados em sets de filmagem. Pat é casada com o ilustrador Alfredo e mãe de Gui e Sossô, enquanto Moa é pai de Chiquinho, criando-o sozinho desde que Rebeca o deixou. Os dois têm uma paixão recíproca um pelo outro, mas não admitem seus sentimentos.
Pat e Moa localizam a pasta em que a fórmula está contida em uma caverna, mas em seguida descobrem que Clarice foi assassinada, iniciando uma investigação para descobrir quem está por trás do misterioso crime, à qual se junta Ítalo, namorado e antigo segurança da empresária. Ao mesmo tempo, Pat e Moa conhecem Rico, e os quatro abrem a agência de dublês Coragem.com.

## Elenco
| Intérprete                | Personagem                                            |
| ------------------------- | ----------------------------------------------------- |
| Paolla Oliveira           | Patrícia Lima (Pat)                                   |
| Marcelo Serrado           | Moacyr Figueira (Moa)                                 |
| Taís Araújo               | Clarice Gusmão                                        |
| Taís Araújo               | Anita Lopes                                           |
| Paulo Lessa               | Ítalo Santana                                         |
| Ícaro Silva               | Leonardo Gusmão (Léo)                                 |
| Mel Lisboa                | Regina Costa Gusmão                                   |
| Ricardo Pereira           | Danilo Bosco                                          |
| André Luiz Frambach       | Heitor Gabriel Bastos (Rico)                          |
| Vitória Bohn              | Lourdes Maria Rangel (Lou)                            |
| Mariana Santos            | Rebeca Levi Bosco                                     |
| Maria Eduarda de Carvalho | Andrea Pratini                                        |
| Claudia di Moura          | Martha Gusmão                                         |
| Guilherme Weber           | Jonathan Azevedo                                      |
| Carmo Dalla Vecchia       | Alfredo Laes                                          |
| Paula Braun               | Olívia Rangel                                         |
| Leopoldo Pacheco          | João Carlos Lima (Joca)                               |
| Stella Maria Rodrigues    | Nadir Lima                                            |
| Marcelo Valle             | Gustavo Souza Bastos (Gus)                            |
| Raquel Rocha              | Tereza Bastos (Teca)                                  |
| Kiko Mascarenhas          | Irandhir Duarte (Duarte) / Robert Wright (Bob Wright) |
| Jeniffer Nascimento       | Jéssica Ferreira                                      |
| Rodrigo Fagundes          | Armando Costa (Armandinho)                            |
| Amanda Mirásci            | Cleide                                                |
| Carol Portes              | Dalva                                                 |
| Ariane Souza              | Margareth Sousa                                       |
| Kaysar Dadour             | Kaká Bezerra                                          |
| Bruno Fagundes            | Renan Garcia Lopes                                    |
| Mika Makino               | Ísis Vieira                                           |
| Igor Fernandez            | Lucas Batista                                         |
| Alana Ferri               | Márcia                                                |
| Rafael Teophilo           | Hugo Sá                                               |
| Pablo Sanábio             | Enzo Barese                                           |
| Fernando Caruso           | Detetive Paulo                                        |
| Júlia Lund                | Delegada Marcela Alves                                |
| Sergio Kauffmann          | Detetive Jarbas                                       |
| Guida Vianna              | Dagmar Costa                                          |
| Stella Freitas            | Célia Rocha                                           |
| Bruna Spínola             | Fernanda Rocha                                        |
| Gabriela Loran            | Luana                                                 |
| Dja Marthins              | Lia                                                   |
| Anselmo Vasconcelos       | Milton Figueira                                       |
| Ivone Hoffmann            | Adélia Figueira                                       |
| Diogo Savala              | Batata                                                |
| Gabriel Borgongino        | Bill                                                  |
| Zecarlos Moreno           | Robson                                                |
| Diogo Caruso              | Guilherme Lima Laes (Gui)                             |
| Alice Camargo             | Sofia Lima Laes (Sossô)                               |
| Guilherme Tavares         | Francisco Levi Figueira (Chiquinho)                   |

### Participações especiais
| Intérprete            | Personagem                         |
| --------------------- | ---------------------------------- |
| Lucas Leal            | Bandido Rafa                       |
| Othon Bastos          | Delegado Peixoto                   |
| Alejandro Claveaux    | Samuel Rezende Silva               |
| João Campos           | Ângelo Rezende Silva               |
| Serjão Loroza         | Vinícius Matos (Vini)              |
| Val Perré             | Roberto Gusmão                     |
| Rafael Cardoso        | Rômulo Dias                        |
| Fabio Alavez          | Rodrigo (Baby)                     |
| Lana Rhodes           | Yeva                               |
| Rocco Pitanga         | Caio Gonzaga                       |
| Alice Borges          | Fátima Bezerra                     |
| Lina Agifu            | Selma                              |
| Alexandre Galindo     | Alexei Feodor                      |
| Thierry Tremouroux    | Maurice                            |
| André Guerreiro       | Torres                             |
| Fernanda Gabriela     | Agnes                              |
| Hugo Gross            | Dr. Neves                          |
| Adriano Petermann     | Adeilson Pereira (Berimbau)        |
| Suzie Thompson        | Rose                               |
| André Guerreiro       | Torres                             |
| Maria Salvadora       | Dina                               |
| Hélady Araújo         | Jurema                             |
| Annete Perorazio      | Marinete                           |
| Ralf Itzel            | George                             |
| Lincoln Vargas        | Jorge                              |
| Adassa Martins        | Rosa                               |
| Hela Castro           | Socorro                            |
| Alexandre Dacosta     | Agenor                             |
| Adriano Saboia        | Dr. Fausto                         |
| Josué Galinari        | Túlio                              |
| Jamelão Netto         | Theo Lins                          |
| Greice Fontes         | dublê de Taís Araújo               |
| Felipe Rocha          | diretor de comercial               |
| Paulo Camilo          | Diretor Flyboard                   |
| Felipe Haiut          | recepcionista de hotel             |
| Chico Mello           | capanga                            |
| Daniel Rato           | homem que ajuda Ítalo              |
| Renata Tobelem        | professora de Chiquinho            |
| Glauco Orlandini      | gerente de shopping                |
| Roney Villela         | pescador                           |
| Armando Paiva         | pescador                           |
| Bruce Brandão         | pescador                           |
| Christiano Torreão    | amigo de Ítalo                     |
| Flávio Leimig         | dublê                              |
| Breno Guedes          | tatuador                           |
| David Herman          | embaixador                         |
| Beatriz Blancsak      | empregada                          |
| Vance Poubel          | professor de parkour               |
| José Karini           | médico de Alfredo                  |
| Marcelo Rocha Pereira | professor de boxe                  |
| Zé Mário Farias       | advogado de Samuel                 |
| Luellem de Castro     | diretora de comercial              |
| Orlando Caldeira      | diretor de comercial               |
| Vanessa Pascale       | informa Teca sobre tela doada      |
| André Dale            | coveiro                            |
| Eber Inácio           | coveiro                            |
| Alessandro Moussa     | Homem da mala (comparsa de Danilo) |
| Daniel Erthal         | patrocinador de Rico               |
| Ítalo Villani         | segurança de Pat e Moa             |
| Rodrigo Penna         | diretor de comercial               |
| Tiago Homci           | noivo                              |
| Jaime Leibovitch      | juiz                               |
| Miwa Yanagizawa       | advogada de Moa                    |
| Daniel Dias da Silva  | advogado de Rebeca                 |
| Marcelo Aquino        | diretor de comercial               |
| Romeu Evaristo        | médico que monitora Clarice        |
| Carolina Bezerra      | noiva                              |
| Márcio Fonseca        | assaltante                         |
| Marcelo Escorel       | pai de Hugo                        |
| Ana Barroso           | mãe de Hugo                        |
| Arlete Salles         | juíza                              |
| Aldri Anunciação      | promotor                           |
| Thiago Voltolini      | Moa (jovem)                        |
| Lucas Lanna           | Duarte (criança)                   |
| Agatha Moreira        | ela mesma                          |
| Rodrigo Simas         | ele mesmo                          |
| Vanessa Giácomo       | ela mesma                          |
| Thiago Fragoso        | ele mesmo                          |
| Fernanda Gentil       | ela mesma                          |
| Jade Baraldo          | ela mesma                          |
| Bárbara Coelho        | ela mesma                          |
| Criola                | ela mesma                          |
| Ana Clara Lima        | ela mesma                          |
| Bruno De Luca         | ele mesmo                          |
| Liniker               | ela mesma                          |
| Tatá Werneck          | ela mesma                          |
| Rosane Svartman       | ela mesma                          |
| Maria Beltrão         | ela mesma                          |
| Thiago Oliveira       | ele mesmo                          |
| Thalita Morete        | ela mesma                          |
| Narcisa Tamborindeguy | ela mesma                          |
| Tadeu Schmidt         | ele mesmo                          |

## Produção
Em setembro de 2019, Claudia Souto entregou à TV Globo os primeiros capítulos da telenovela, então provisoriamente intitulada Amor em Ação, que a incluiu na sucessão da faixa das sete da emissora. No primeiro trimestre de 2020, Natália Grimberg e Adriano Melo foram escalados para as direções artística e geral da trama, respectivamente. Em fevereiro do mesmo ano, foi definido para a produção o título Cara e Coragem. No mês seguinte, a rede suspendeu os trabalhos em seu complexo de estúdios no Rio de Janeiro em decorrência do início da pandemia de COVID-19, afastando suas equipes para o cumprimento de isolamento social contra a contaminação pelo novo coronavírus. Souto seguiu entregando os roteiros dos capítulos de seu folhetim e intérpretes eram escalados enquanto as gravações não começavam.
Em dezembro de 2021, parte do elenco de Cara e Coragem iniciou sua preparação com dublês de ação, e sequências foram rodadas no Centro do Rio de Janeiro. Em janeiro de 2022, com o crescimento de casos e de uma variante da COVID-19 no país, foi decidido que trabalhos que não exigiam a presença física de integrantes da produção poderiam ser realizados de forma virtual. Em fevereiro, algumas cenas para os primeiros capítulos foram rodadas nas cidades de Lagoa Santa e Santana do Riacho, em Minas Gerais, e no mês seguinte, as filmagens no Rio de Janeiro foram iniciadas oficialmente, com locações nos Estúdios Globo e na Ilha de Paquetá. Com a telenovela, a Globo retomou o esquema de produção utilizado em sua dramaturgia até o início da pandemia, em que uma frente de capítulos era formada e podia-se alterar o rumo da história de acordo com a preferência do público.

### Escolha do elenco
Pedro Novaes foi escalado para interpretar Rico, porém deixou a produção para dedicar-se à carreira musical e foi substituído por André Luiz Frambach. Fabrício Boliveira viveria Ítalo, mas como não renovou seu contrato com a Globo o papel foi passado para Raphael Logam, que também recusou. Após o declínio dos atores, Paulo Lessa ficou com o personagem. Klara Castanho fez testes para interpretar Lou, mas foi para a série Bom Dia Verônica, da Netflix, e o papel foi assumido pela estreante Vitória Bohn.
Eliane Giardini gravou uma participação para o último capítulo como uma juíza, mas foi substituída por Arlete Salles.
Cara e Coragem marcou o retorno de Mel Lisboa à Globo, onde atuou pela última vez em Sete Pecados (2007–2008). Ela estava escalada para o elenco de Malhação: Transformação, porém foi remanejada após o cancelamento da trama. A telenovela também representou a volta ao gênero de Paula Braun, longe desde Amor à Vida (2013–2014), e de Serjão Loroza, afastado desde Passione (2010–2011).

### Acusação deyellowface
Os apresentadores Ana Clara Lima e Bruno De Luca gravaram uma sequência da telenovela em que apareceriam sendo interpretados pelos protagonistas dublês Pat e Moa em cenas de ação de um comercial fictício inspirado na cultura chinesa, que, ao ser anunciado pela Globo em seus perfis na Internet, recebeu críticas de telespectadores sob acusação de yellowface, prática em que artistas brancos são postos a reproduzirem aspectos de pessoas de etnia asiática ou oriental. O roteiro das cenas da gravação do comercial, que iriam ao ar em dois capítulos e foram retiradas, havia sido escrito por Claudia Souto sem menção à cultura oriental, sendo da direção da trama a decisão de adicioná-la.

## Exibição
Originalmente, Cara e Coragem substituiria Quanto Mais Vida, Melhor! na faixa das sete da TV Globo, porém, com a paralisação dos trabalhos de produções dramatúrgicas da emissora devido a segurança da saúde de suas equipes durante a pandemia de COVID-19, ambas ficaram sem previsão para estrear. Salve-se Quem Puder, iniciada em janeiro de 2020 e interrompida em março pela crise sanitária, foi sucedida pelas reprises de Totalmente Demais (2015–2016) e Haja Coração (2016). A trama suspensa ganhou continuação e foi finalizada em 2021, deixando a faixa para a reapresentação de Pega Pega, que por sua vez cedeu espaço para Quanto Mais Vida, Melhor! em novembro. Para Cara e Coragem, a emissora estipulou 13 de maio de 2022 como data de estreia, que depois foi alterada para o dia 30 do mesmo mês.
A telenovela teria, inicialmente, 149 capítulos, que foram esticados para 197, o que resultou em uma quantidade alta para a faixa e em se tornar a mais longa deste horário desde Ti Ti Ti (2010–2011), com 209 capítulos. A ampliação foi uma medida da Globo para evitar que a trama posterior no horário seja lançada entre a Copa do Mundo FIFA de 2022 e o período final do ano, em que se obtém pouca audiência.
Como forma de promover o folhetim, a emissora criou a Sessão Cara e Coragem para exibir pouco antes da estreia, na noite de 25 de maio, o filme Missão: Impossível - Efeito Fallout, servindo de ligação com o tema abordado na novela, o de cenas de ação com dublês.
Cara e Coragem foi a primeira telenovela reapresentada pela Globo diariamente em um horário alternativo das madrugadas.

## Música
Compõem a trilha sonora de Cara e Coragem as seguintes canções:
- "A Música Mais Triste do Ano", Gloria Groove e Ludmilla (tema de Clarice e Ítalo);
- "Asas", Luedji Luna;
- "Baby 95", Liniker;
- "Beggin'", Madcon;
- "Bones", Imagine Dragons;
- "Boys Don't Cry", Anitta;
- "Cabelo de Anjo", Melim e Lulu Santos (tema de Lou);
- "Chega Mais", Céu (tema de Regina e Léo);
- "Ciranda", Heavy Baile part. Leo Justi, The Goes;
- "Coragem", Diogo Nogueira (tema de Pat);
- "Dig", Collective Soul;
- "Essa Menina", Palito e Seu Jorge (tema de Ítalo e Anita);
- "Fã Clube", Marília Mendonça e Maiara & Maraísa;
- "I Was Made for Lovin' You", Kiss;
- "Keep Moving", Jungle;
- "Lençóis", Alcione (tema de Martha);
- "Maniac", Gloria Groove (tema da academia de dança);
- "Marathon", Jamie Commons;
- "Meu Sangue Ferve por Você", Leo Quintella (tema de Andrea);
- "Mudei", Kell Smith (tema de Rebeca e Danilo);
- "Oh My Baby... Let's Die Together!", Jade Baraldo;
- "Pensando em Você", Paulinho Moska (tema de Pat e Moa);
- "Pochete", Lamparina (tema de Anita);
- "Saltei de Banda", Elza Soares (tema de Duarte / Bob Wright);
- "Ska", Os Paralamas do Sucesso (tema de abertura);
- "Take My Breath", The Weeknd;
- "The Hardest Cut", Spoon;
- "Se...", Djavan (tema de Anita e Jonathan);
- "Totalmente Seu", Marisa Monte (tema de Pat e Moa).

## Recepção

### Audiência
O primeiro capítulo de Cara e Coragem obteve audiência média de 22,9 pontos na Região Metropolitana de São Paulo, principal praça do mercado publicitário brasileiro, segundo dados da Kantar IBOPE Media. O índice é 6% superior ao da estreia de sua antecessora, Quanto Mais Vida, Melhor!, mas este foi o segundo pior lançamento em audiência da faixa das sete. Em sua reapresentação na madrugada, a telenovela anotou 4,5 pontos. O segundo capítulo marcou 24 pontos. No dia 25 de agosto volta a marcar 24 pontos. O recorde da trama é de 24,5 pontos, registrado no capítulo de 5 de dezembro de 2022, e seu pior resultado é de 15,6 pontos, marcados no dia 24, véspera de Natal. Em 2 de janeiro de 2023, a telenovela anotou seu recorde em horário alternativo, de 8,3 pontos. O último capítulo obteve 20,3 pontos no horário original e 6,9 na reprise, sendo um dos menos assistidos da faixa, enquanto a reapresentação no dia seguinte registrou 15,1 e 5,7, respectivamente. Cara e Coragem encerrou com a média geral de 20,7 pontos na faixa principal, um aumento de apenas 0,2 décimos em relação à antecessora, tornando-a a sexta menor audiência das novelas das sete.

### Crítica
O jornalista Vinícius Nader, para a coluna Próximo Capítulo, do jornal Correio Braziliense, elogiou Cara e Coragem em sua primeira semana, destacando a química entre os personagens de Paolla Oliveira e Marcelo Serrado, a representatividade na história, o "texto ágil" de Claudia Souto e a "direção segura" de Natália Grimberg. Patrícia Kogut, do O Globo, pontuou positivamente a sintonia entre os protagonistas e a leveza no texto da trama. O colunista Raphael Scire, do website Notícias da TV, escreveu que a telenovela aposta na adrenalina mas que apresenta ausência de humor, afirmando que "situações cômicas acabam ficando em segundo plano diante de tantas cenas de ação".

### Prêmios e indicações
| Ano  | Prêmio                 | Categoria         | Indicação       | Resultado | Ref.    |
| ---- | ---------------------- | ----------------- | --------------- | --------- | ------- |
| 2022 | Troféu AIB de Imprensa | Melhor atriz      | Paolla Oliveira | Indicada  | [ 113 ] |
| 2022 | Prêmio Contigo! Online | Atriz de Novela   | Paolla Oliveira | Venceu    | [ 114 ] |
| 2023 | Emmy Internacional     | Melhor Telenovela | Cara e Coragem  | Indicada  | [ 115 ] |